# Право на интернет-доступ
Право на доступ в Интернет подразумевает доступ в Интернет как одно из неотъемлемых прав человека, которое должно быть обеспечено государством, так как оно само обеспечивает реализацию права на свободу слова.

## История
В 2003 созванная под эгидой ООН ВВУИО сделала заявление о важности информационного общества в укреплении и защите прав человека.
С 30 ноября 2009 по 7 февраля 2010 BBC World Service опросила 27973 пользователей из 26 стран на тему, должен ли доступ в Интернет быть признан одним из неотъемлемых прав человека. 79 % согласились, 15 % не согласились, 6 % не определились.
В мае 2011 специальный докладчик ООН по вопросу о праве на свободу убеждений и их свободное выражение Фрэнк Ларю передал доклад в Совет ООН по правам человека с исследованием тенденций и угроз праву индивидуума на поиск, получение и выражение информации и идей всех видов через Интернет. В докладе были перечислены 88 рекомендаций по продвижению и защите свободы слова в Интернет-пространстве, включая обеспечение постоянного доступа в Интернет для каждого. Рекомендации призывают к защите онлайн-анонимности, защите личной информации и данных граждан и декриминализации диффамации.
В июле и августе 2012 Общество Интернета опросило 10 тысяч пользователей из 20 стран на тему, должен ли доступ в Интернет быть признан одним из неотъемлемых прав человека. 83 % согласились, 14 % не согласись, 3 % не определились.
Летом 2016 года Совет ООН по правам человека выпустил резолюцию с осуждением ограничения доступа к Интернету властями государств.

## В национальном законодательстве
- Коста-Рика — 30 июля 2010 Верховный суд Коста-Рики признал доступ к Интернету неотъемлемым правом человека.
- Эстония — в 2000 Парламент Эстонии принял Закон о признании Интернет-доступа неотъемлемым правом человека.
- Франция — в июне 2009 Конституционный Совет Франции признал доступ в Интернет неотъемлемым правом человека.
- Греция — статья 5A Конституции Греции признаёт право на участие в информационном обществе неотъемлемым правом человека и обязанности государства способствовать этому.
- Испания — с 2011 Telefónica, бывший монополист, владеющий контрактом на универсальное обслуживание, обязан гарантировать возможность подключение к Интернету для граждан в любой части страны на скорости не ниже 1 мбит/с
- Финляндия — с 1 июля 2010 правительство Финляндии обязалось обеспечить каждому гражданину право на доступ в Интернет на скорости не ниже 1 мбит/с, а с 2015 — не ниже 100 мбит/с
- Мексика — 11 июля 2013 Diario Oficial de la Federación, официальная газета правительства Мексики, опубликовала поправки к Конституции Мексики, делающие доступ к информационному обществу и Интернету неотъемлемым правом человека, ссылаясь на опыт других стран, поступивших так же.

Другое:
- Италия — 29 ноября 2010 итальянский юрист и политик Стефано Родота на Internet Governance Forum вынес предложение внести поправки в Конституцию Италии, сделавшие бы доступ в Интернет неотъемлемым правом человека. Инициатива пока проходит слушания в Сенате. В Палате депутатов Италии с 27 октября 2014 действует комиссия по этому вопросу, возглавляемая Лаурой Больдрини.
- Великобритания — к 2012 обеспечила возможность Интернет-доступ на скорости не ниже 2 мбит/с каждому домохозяйству, но отдельного Закона не приняла.
- Европейский союз — с 13 февраля 2014 в Европарламенте рассматривается петиция 0755/2013 о внесении изменений в Договор о Европейском союзе с целью сделать доступ к Интернету неотъемлемым правом человека о всех членах ЕС и обязать государства гарантировать его.

Также:
В большинстве испаноговорящих стран и Тунисе празднуется День Интернета. Комиссар Европейского союза по юстиции, фундаментальным правам и гражданству Вивиан Рединг является сторонницей признания права на Интернет-доступ базовым правом человека. В Панаме есть 214 площадок для бесплатного доступа к Интернету.